# César Rigamonti
César Pablo Rigamonti (San Agustín, 7 aprile 1987) è un calciatore argentino, portiere del Gimnasia (M).

## Carriera
Cresciuto nelle giovanili del Belgrano, ha esordito in prima squadra il 26 settembre 2009 in occasione del match pareggiato 1-1 contro l'Instituto (C).

## Statistiche

### Presenze e reti nei club
Statistiche aggiornate al 15 marzo 2018.
| Stagione        | Squadra           | Campionato      | Campionato | Campionato | Coppe nazionali | Coppe nazionali | Coppe nazionali | Coppe continentali | Coppe continentali | Coppe continentali | Altre coppe | Altre coppe | Altre coppe | Totale | Totale | Totale |
| Stagione        | Squadra           | Comp            | Pres       | Reti       | Comp            | Pres            | Reti            | Comp               | Pres               | Reti               | Comp        | Pres        | Reti        | Pres   | Reti   |        |
| --------------- | ----------------- | --------------- | ---------- | ---------- | --------------- | --------------- | --------------- | ------------------ | ------------------ | ------------------ | ----------- | ----------- | ----------- | ------ | ------ | ------ |
| 2009-2010       | Belgrano          | BN              | 6          | -9         | CA              | 0               | 0               |                    | -                  | -                  |             | -           | -           | 6      | -9     |        |
| 2010-2011       | Belgrano          | BN              | 3          | -1         | CA              | 0               | 0               |                    | -                  | -                  |             | -           | -           | 3      | -1     |        |
| 2011-2012       | Belgrano          | PD              | 1          | -1         | CA              | 3               | -2              |                    | -                  | -                  |             | -           | -           | 4      | -3     |        |
| 2012-2013       | Belgrano          | PD              | 2          | 0          | CA              | 0               | 0               |                    | -                  | -                  |             | -           | -           | 2      | 0      |        |
| 2013-2014       | Sp. Belgrano (SF) | BN              | 41         | -37        | CA              | 0               | 0               |                    | -                  | -                  |             | -           | -           | 41     | -37    |        |
| 2014            | Banfield          | PD              | 0          | 0          |                 | -               | -               |                    | -                  | -                  |             | -           | -           | 0      | 0      |        |
| 2015            | Sarmiento (J)     | PD              | 30         | -34        | CA              | 0               | 0               |                    | -                  | -                  |             | -           | -           | 30     | -34    |        |
| 2016            | Belgrano          | PD              | 0          | 0          | CA              | 0               | 0               |                    | -                  | -                  |             | -           | -           | 0      | 0      |        |
| Totale Belgrano | Totale Belgrano   | Totale Belgrano | 12         | -11        |                 | 3               | -2              |                    | -                  | -                  |             | -           | -           | 15     | -13    |        |
| 2016-2017       | Quilmes           | PD              | 30         | -43        | CA              | 1               | -2              |                    | -                  | -                  |             | -           | -           | 31     | -45    |        |
| 2017-2018       | Vélez Sarsfield   | PD              | 10         | -10        | CA              | 3               | -1              |                    | -                  | -                  |             | -           | -           | 13     | -11    |        |
| Totale carriera | Totale carriera   | Totale carriera | 123        | -135       |                 | 7               | -5              |                    | -                  | -                  |             | -           | -           | 130    | -140   |        |